# Titan Quest
 (juin 2016).
Si vous disposez d'ouvrages ou d'articles de référence ou si vous connaissez des sites web de qualité traitant du thème abordé ici, merci de compléter l'article en donnant les références utiles à sa vérifiabilité et en les liant à la section « Notes et références ».
 (juin 2016).
Titan Quest est un jeu vidéo de rôle et d'action (dit hack & slash) sorti en 2006 et fonctionnant sur Windows. Le jeu a été développé par Iron Lore et édité par THQ.
Le scénario et l'histoire du jeu ont été conjointement élaborés par d'une part Brian Sullivan (entre autres cofondateur du jeu de stratégie Age of Empire II) et d'autre part Randall Wallace (scénariste du film Braveheart et par ailleurs auteur du livre éponyme).
En 2016, THQ Nordic reprend le flambeau de la licence Titan Quest afin de sortir la version "Anniversary Edition" sur Steam. Cette version propose quelques améliorations graphique mais également une grosse correction de bugs, ainsi que certaines maîtrises revues et repensées.
Dans les années suivantes (2017, 2019 et 2021), trois nouvelles grosses extensions sortent : Ragnarök, Atlantis et Eternal Embers, offrant aux joueurs trois nouveaux actes, des centaines de nouveaux items, de nouveaux monstres, de nouveaux boss et deux nouvelles maîtrises, ainsi qu'un mode de jeu qui permettra aux joueurs d'affronter des vagues de monstres et des combats épiques contre Tartare, un boss particulièrement difficile.

## Synopsis
Le jeu se déroule dans l'Antiquité, débutant en Grèce, il se continuera en Égypte antique et en Asie (via la Route de la Soie). Dans chacune des civilisations il y a aura une diversité des paysages et du climat. On y retrouvera donc les mythologies grecque, égyptienne, asiatique tous les monstres que le joueur affrontera en proviendront : gorgones (la plus connue Méduse), satyres, centaures, harpies et d'autres encore. Au fil des extensions le héros voyagera dans des zones inédites avec des nouvelles créatures.
Simple aventurier, le joueur est aux abords du petit village de Hélos. Les créatures des ténèbres semblent s'être réveillées et commencent à détruire villages et récoltes. Le joueur doit aller aider les villageois. Mais le réveil de ces créatures semble être lié à autre chose que la simple envie de destruction. Avec les extensions le jeu augmentera son histoire et ses ennemies.